# ベルフェゴール (バンド)
ベルフェゴール（Belphegor）は、オーストリア・ザルツブルク出身のブラッケンド・デスメタル・バンド。

## 略歴
オーストリア・シュタイアーマルク州プフ・バイ・ヴァイツで1991年に結成されたデスラッシュバンド・ビトレイヤー (Betrayer)が前身。
メンバーは、マックス(Vo/B)、ヘルムート(G)、シグルド(G)、クリス(Ds)の4名。ビトレイヤーは同年に1枚のデモテープ『Kruzifixion』をリリースしている。
1993年、「ベルフェゴール」に改名し、メンバー変更も無く再始動。同年に自主制作で1st EP『Bloodbath in Paradise』をリリース。
その後、地元・オーストリアのリーサル・レコードと契約を結び、1995年に1stアルバム『The Last Supper』でデビューする。
1stアルバムリリース後、マックスとクリスが脱退。マリウス (B, Black Vo)が加入。ドラマーの加入は無かった。隣国・ドイツのラスト・エピソードに移籍し、1997年に2ndアルバム『Blutsabbath』をリリース。同アルバムでは、マン・ガンドラー (Ds)がセッションドラムを担当している。
2000年、3rdアルバム『Necrodaemon Terrorsathan』をリリース。同アルバムでもマン・ガンドラーがセッションドラムを担当した。
2002年、ライヴアルバム『Phallelujah Productions』を自身のレーベルからリリースしている。3rdアルバムリリース後にマリウスが脱退。新たにバースが加入。
2003年、ナパーム・レコードへ移籍し、4thアルバム『Lucifer Incestus』をリリースした。同アルバムからドラマーにトーチャラーが参加するようになった。トーチャラーについては、「正式加入した」、「セッション参加した」と双方の記載がある。少なくとも、トーチャラーは2005年2月の時点でバンドを離れてしまっている。
2005年、5thアルバム『Goatreich - Fleshcult』をリリース。トーチャラーがバンドから離れたため、ネファスタス (Ds)が加入した。5thアルバムリリース前後には、ナパーム・デスやヴェイダー、マーダックといったバンドとのツアーを行っている。ナパーム・レコードからドイツの大手ヘヴィメタル・レーベル、ニュークリア・ブラストに移籍。この移籍には、ナパーム・レコードによるバンドへの干渉が原因として挙げられている。

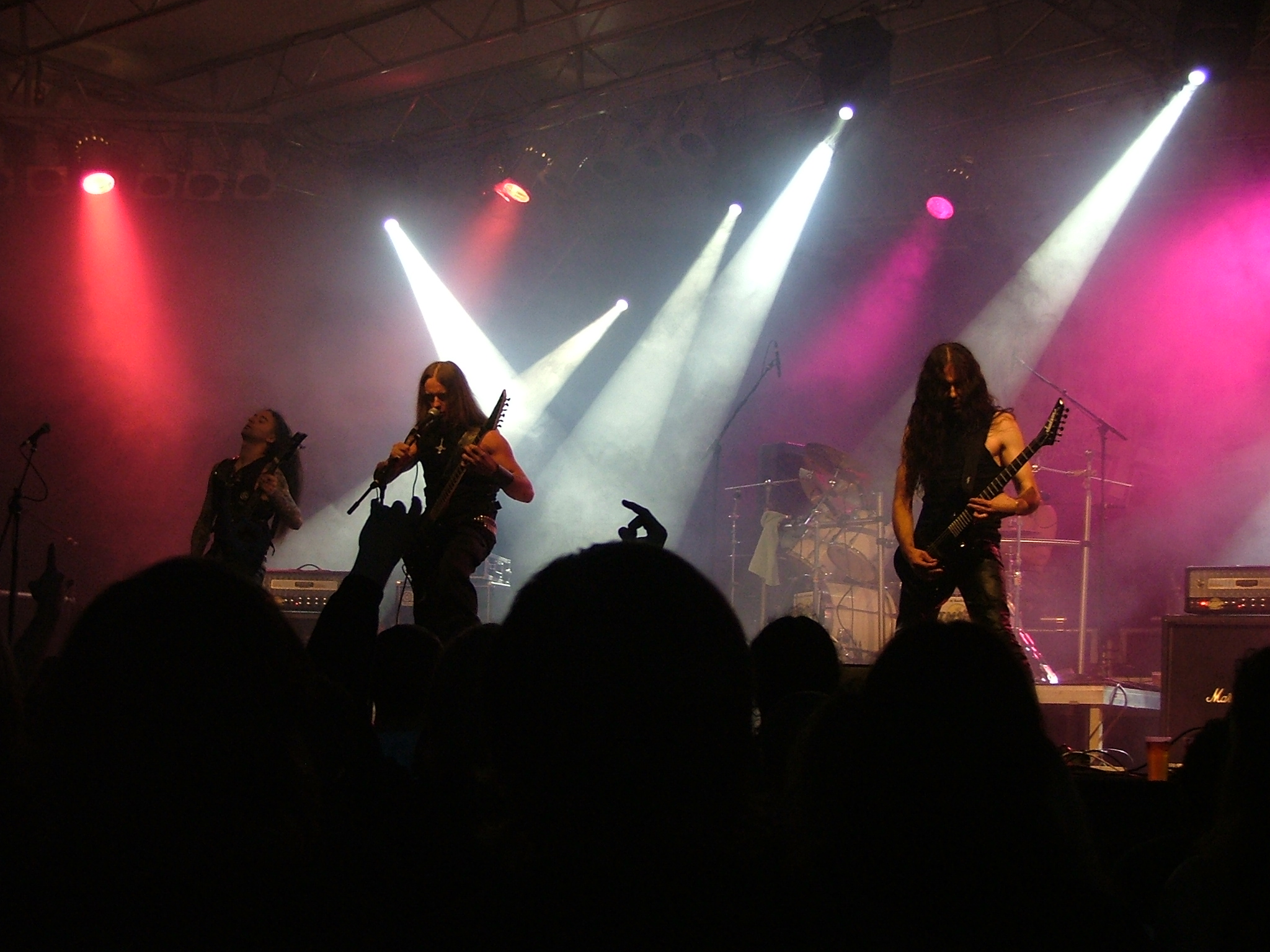
オーストリア・フィンケンシュタイン公演 (2007年)

2006年に6thアルバムのレコーディングに入るが、この間にベーシストのバースが脱退したようで、一部楽曲ではヘルムートがベースを兼任している。6thアルバム『Pestapokalypse VI』は2006年10月にリリースされた。更にリリース前後にネファスタスも脱退した様で、『Pestapokalypse VI』のバックカバーには3人のメンバーが写っているものの、アルバムジャケット内には、ヘルムートとシグルドの写真しか載っていない。また、同時期にベーシストとしてセルペント (B, Back Vo)が加入した。また、6thアルバム『Pestapokalypse VI』は、バウンディから日本盤がリリースされ、日本デビュー盤となった。
2007年、オリジナルメンバーの一人、シグルドが脱退。2人組のまま2008年に7thアルバム『Bondage Goat Zombie』をリリース。同アルバムでは、過去に参加経験のあるトーチャラーがドラムを叩いている。同年には、ギタリストのモールフ (G)が加入。
2009年、8thアルバム『Walpurgis Rites - Hexenwahn』をリリース。同アルバムには、元メンバーのネファスタスが参加し、ドラムを叩いている。同年中にモールフも脱退し、2人組に戻る。2011年に9thアルバム『Blood Magick Necromance』をリリース。

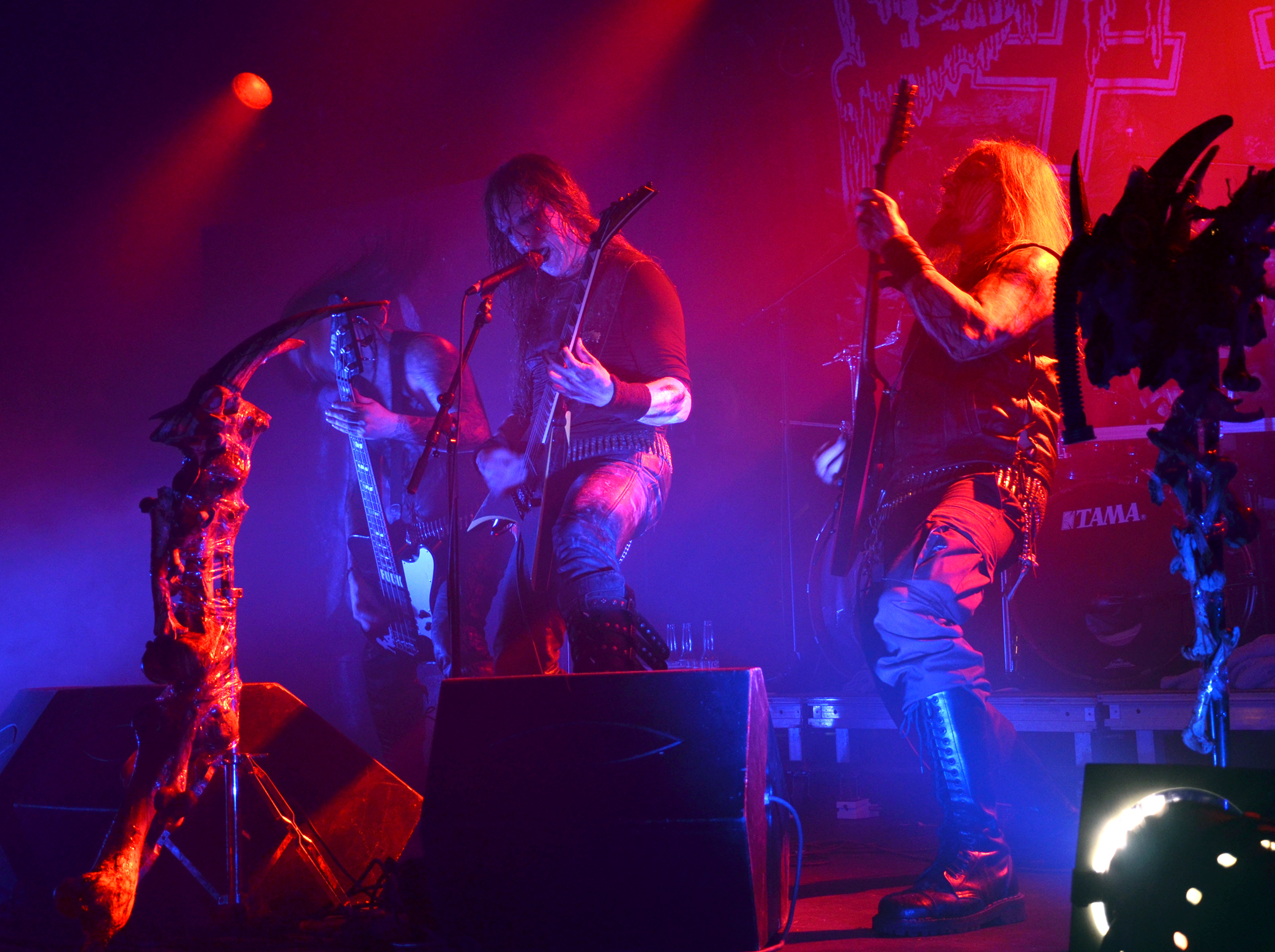
ベルギー・クールネ公演 (2013年5月)

2014年、10thアルバム『Conjuring the Dead』をリリース。同アルバムは、ワードレコーズから日本盤がリリースされた。ベルフェゴールのアルバムが日本でリリースされるのは、6thアルバム『Pestapokalypse VI』以来、4枚（8年）ぶりのことであった。LOUD PARK 14にて初来日を果たす。
2015年5月、単独公演のため2度目の来日。
2017年、11thアルバム『Totenritual』をリリース。
2018年2月、ブラッドハンマーが脱退。サポートメンバーを起用して活動を継続する。

## メンバー

### 現ラインナップ
- ヘルムート (Helmuth Lehner) - ボーカル/ギター (1991- )
当初はギター専任。1996年のマックス脱退後からボーカルを兼任するようになった。
- セルペント (Serpenth) - ベース/バックボーカル (2006- )

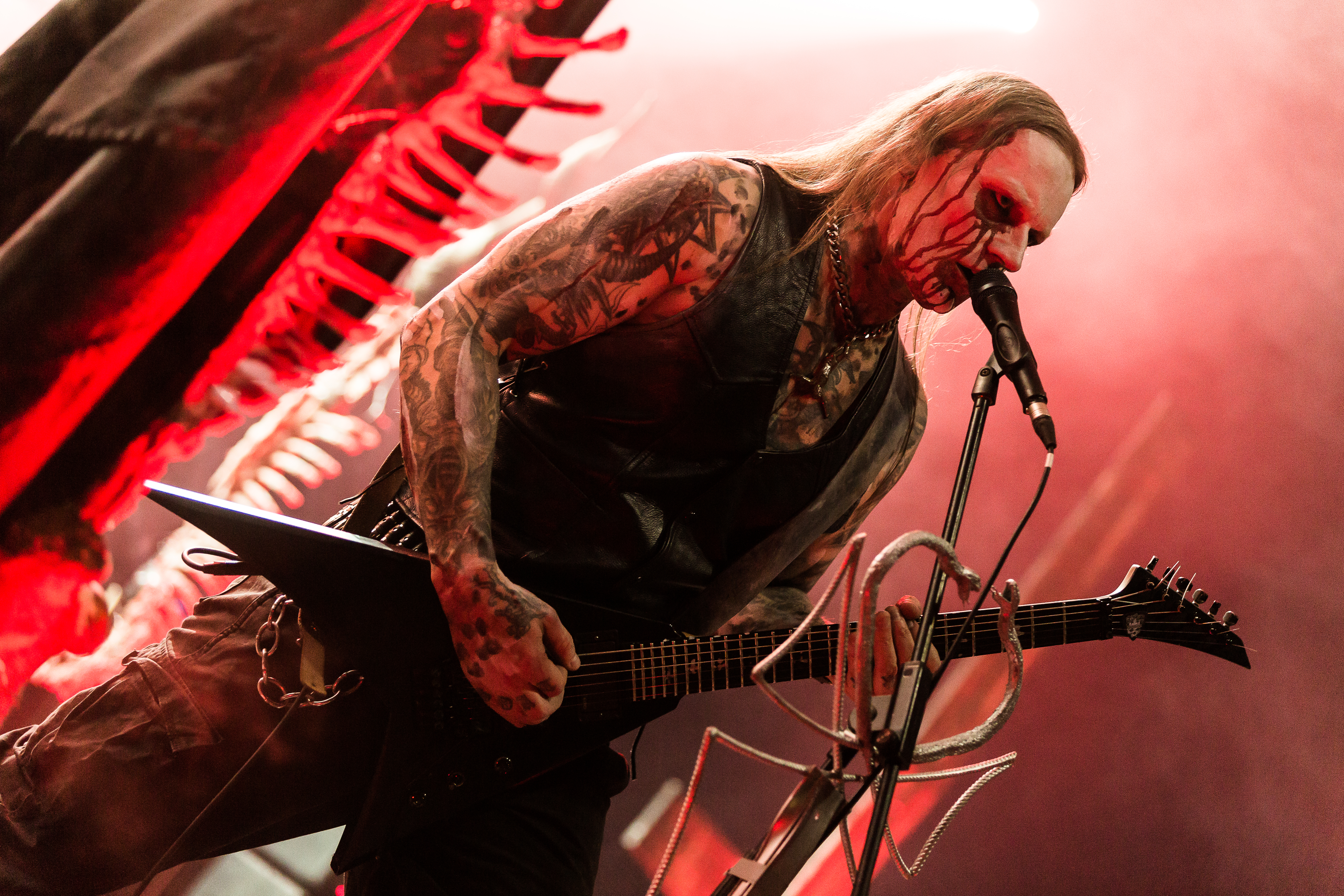
ヘルムート(Vo/G) 2018年
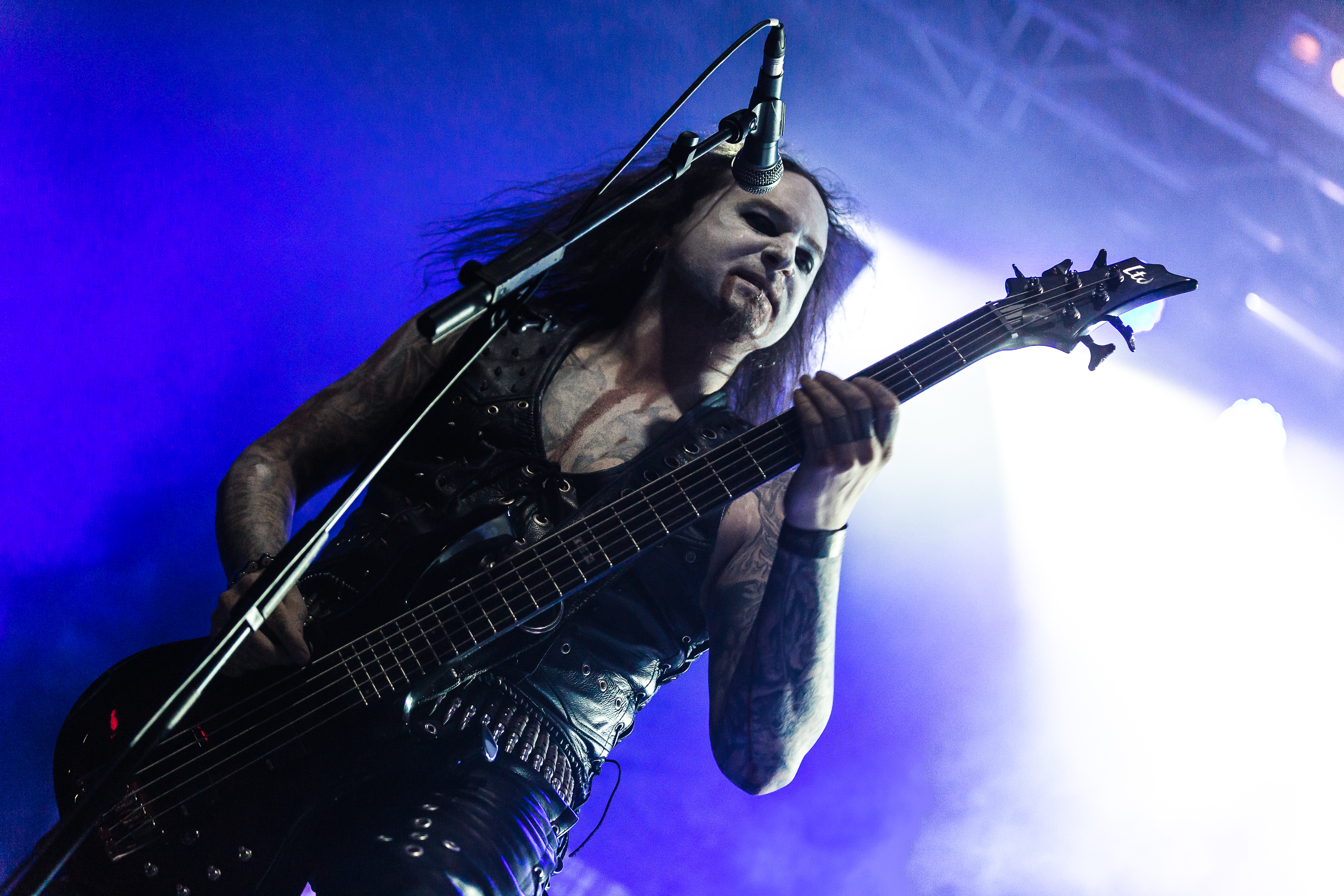
セルペント(B) 2018年

### 旧メンバー
- マックス (Maxx) - ボーカル、ベース (1991-1996)
- シグルド (Sigurd Hagenauer) - ギター (1991-2007)
- モールフ (Morluch) - ギター (2008-2009)
- マリウス (Mario "Marius" Klausner) - ベース (1996-2001)
- バース (Bartholomäus "Barth" Resch) - ベース (2002-2006)
- クリス (Chris) - ドラムス (1991-1996)
- トーチャラー (Florian "Torturer" Klein) - ドラムス (2003, 2005, 2008)
- ネファスタス (Tomasz "Nefastus" Janiszewski) - ドラムス (2005–2006, 2009)
脱退後もサポートメンバーとして断続的に参加。
- ブラッドハンマー (Bloodhammer) - ドラムス (2016-2018)

### サポート・メンバー
- インペーラー (Sascha "Impaler") - ギター (2014-2018)
- モロク (Molokh) - ギター (2018- )
- ラヴァジャー (Ravager) - ドラムス (2018- )

## ディスコグラフィ

### アルバム
- The Last Supper (1995)
- Blutsabbath (1997)
- Necrodaemon Terrorsathan (2000)
- Lucifer Incestus (2003)
- Goatreich - Fleshcult (2005)
- Pestapokalypse VI (2006)
- Bondage Goat Zombie (2008)
- Walpurgis Rites - Hexenwahn (2009)
- Blood Magick Necromance (2011)
- Conjuring the Dead - コンジュアリング・ザ・デッド〜屍者召喚 (2014)
- Totenritual - トーテンリチュアル〜屍骸典礼 (2017)

### ライヴ、コンピレーション
- Infernal Live Orgasm (2002, Live)
- The Last Supper / Blutsabbath (2004, Compilation)

### シングル・EP
- Bloodbath in Paradise (1993, EP)
- Obscure and Deep (1994, EP)
- Bondage Goat Zombie (2008, Single)
- Gasmask Terror (2014, Single)

### ビトレイヤー名義
- Kruzifixion (1991, Demo)